# Dendrilla
Dendrilla é um gênero de esponja marinha da família Darwinellidae.

## Espécies
- Dendrilla acantha Vacelet, 1958
- Dendrilla antarctica Topsent, 1905
- Dendrilla arctica Topsent, 1908
- Dendrilla cactos (Selenka, 1867)
- Dendrilla camera (de Laubenfels, 1936)
- Dendrilla cirsioides Topsent, 1893
- Dendrilla cruor (Carter, 1886)
- Dendrilla elegans Lendenfeld, 1888
- Dendrilla lacunosa Hentschel, 1912
- Dendrilla lendenfeldi Hentschel, 1912
- Dendrilla membranosa (Pallas, 1766)
- Dendrilla mertoni Hentschel, 1912
- Dendrilla rosea Lendenfeld, 1883